# Bordères-et-Lamensans
Bordères-et-Lamensans é uma comuna francesa na região administrativa da Nova Aquitânia, no departamento Landes. Estende-se por uma área de 15,76 km². Em 2010 a comuna tinha 398 habitantes (densidade: 25,3 hab./km²).